# Pandžab, Indija
Pandžab je indijska zvezna država s površino 50.362 km² in skoraj 28 milijoni prebivalcev (po popisu leta 2011). Država obsega vzhodni del širše regije Pandžab, razdeljene med Indijo in Pakistanom. 
„Pandžab“ je bila provinca Britanske Indije. Večino pokrajine Pandžab si je leta 1849 priključila Britanska vzhodnoindijska družba in to je bilo eno od zadnjih območij Indijske podceline, ki je padlo pod britanski nadzor. Leta 1858 je Pandžab skupaj s preostalo Britansko Indijo prišel pod neposredno upravo vlade britanske krone. Pokrajina je obsegala pet upravnih regij, Delhi, Džalandar, Lahore, Multan in Ravalpindi in številne kneževine. Leta 1947 je delitev Indije povzročila, da je bila provinca razdeljena na Vzhodni Pandžab in Zahodni Pandžab - prvi v novo ustanovljeni Uniji Indije in drugi je spadal v Dominij Pakistan.
Glavni jezik v Pandžabu je pandžabščina, večina prebivalstva v indijski zvezni državi pripada verski skupnosti Sikhov. Glavno mesto Čandigar je tudi glavno mesto sosednje zvezne države Harjane, s katero meji, ki pa ima kot mesto poseben status kot zvezno ozemlje Unije in ga upravlja  centralna vlada iz New Delhija.

## Izvor imena
Regija se je prvotno v vedskem obdobju imenovala Sapta Sindhu, kar je pomenilo 'dežela sedmih rek', ki tečejo v ocean. Ime v sanskrtu za to pokrajino, kot je omenjeno v Ramajana€Ramajani in Mahabharati, je bilo Pančanada v pomenu 'dežela petih rek' in prevedeno v perzijščino kot Pandžab v času muslimanskih osvajanj. Beseda Pandžab je sestavljenka perzijske besede pandž (pet) in āb (vode). Tako Pandžab v grobem pomeni 'dežela petih rek'. Te reke so Satledž, Beas, Ravi, Čenab in Dželum, ki tečejo skozi pokrajino.
Grki so Pandžab imenovali pentapotamija, notranja delta petih konvergentnih rek; ime pokrajine »Pandžab« so tej zgodovinski pokrajini dodelili osvajalci iz Srednje Azije, kasneje so ga prevzeli tudi turško-mongolski nasledniki Moguli.

## Geografija
Pandžab meji na indijske zvezne države Džamu in Kašmir, Himačal Pradeš, Harjana, zvezno ozemlje Unije Čandigar in Radžastan ter na zahodu na istoimensko pakistansko provinco.